# Трајан (Бакау)
Трајан (рум. Traian) насеље је у Румунији у округу Бакау у општини Трајан. Oпштина се налази на надморској висини од 205 m.

## Становништво
Према подацима из 2002. године у насељу је живело 4731 становника, од којих су сви румунске националности.

### Хронологија
| Година       | 1992 | 1993 | 1994 | 1995 | 1996 | 1997 | 1998 | 1999 | 2000 | 2001 | 2002 | 2003 | 2004 | 2005 | 2006 | 2007 | 2008 | 2009 | 2010 | 2011 | 2012 | 2013 | 2014 | 2015 | 2016 | 2017 |
| ------------ | ---- | ---- | ---- | ---- | ---- | ---- | ---- | ---- | ---- | ---- | ---- | ---- | ---- | ---- | ---- | ---- | ---- | ---- | ---- | ---- | ---- | ---- | ---- | ---- | ---- | ---- |
| Становништво | 5718 | 5575 | 5466 | 5417 | 5350 | 5381 | 5406 | 5400 | 5413 | 5456 | 5427 | 5438 | 5560 | 3210 | 3164 | 3172 | 3203 | 3179 | 3152 | 3153 | 3151 | 3127 | 3131 | 3155 | 3172 | 3165 |